# Séverine Caneele
Séverine Caneele (ur. 10 maja 1974 w Neuve-Église) – belgijska aktorka filmowa. Laureatka nagrody dla najlepszej aktorki na 52. MFF w Cannes za rolę w obrazie Ludzkość (1999) Bruno Dumonta.

## Filmografia
Filmy fabularne
- 2004: Wyprawa po dziecko (Holy Lola) jako Patricia
- 2004: Quand la mer monte... jako kobieta w pokoju
- 2002: Une part du ciel jako Joanna
- 1999: Ludzkość (L’humanité) jako Domino